# كارلوس دي لا فيغا دياز
كارلوس دي لا فيغا دياز (بالإسبانية: Carlos de la Vega) (24 يناير 1980 بمدريد في إسبانيا - ) هو لاعب كرة قدم إسباني في مركز الدفاع. لعب مع رايو فايكانو ب ورايو فايكانو ونادي ألكوركون ونادي ليغانيس ونادي هويسكا وريال سوسيداد ديبورتيفا الكالا.

## روابط خارجية
- كارلوس دي لا فيغا دياز على موقع قاعدة بيانات كرة القدم.إي يو (الإنجليزية)
- كارلوس دي لا فيغا دياز على موقع Soccerway.com (الإنجليزية)
- كارلوس دي لا فيغا دياز على موقع AS.com (الإسبانية)